# Ikarus 60

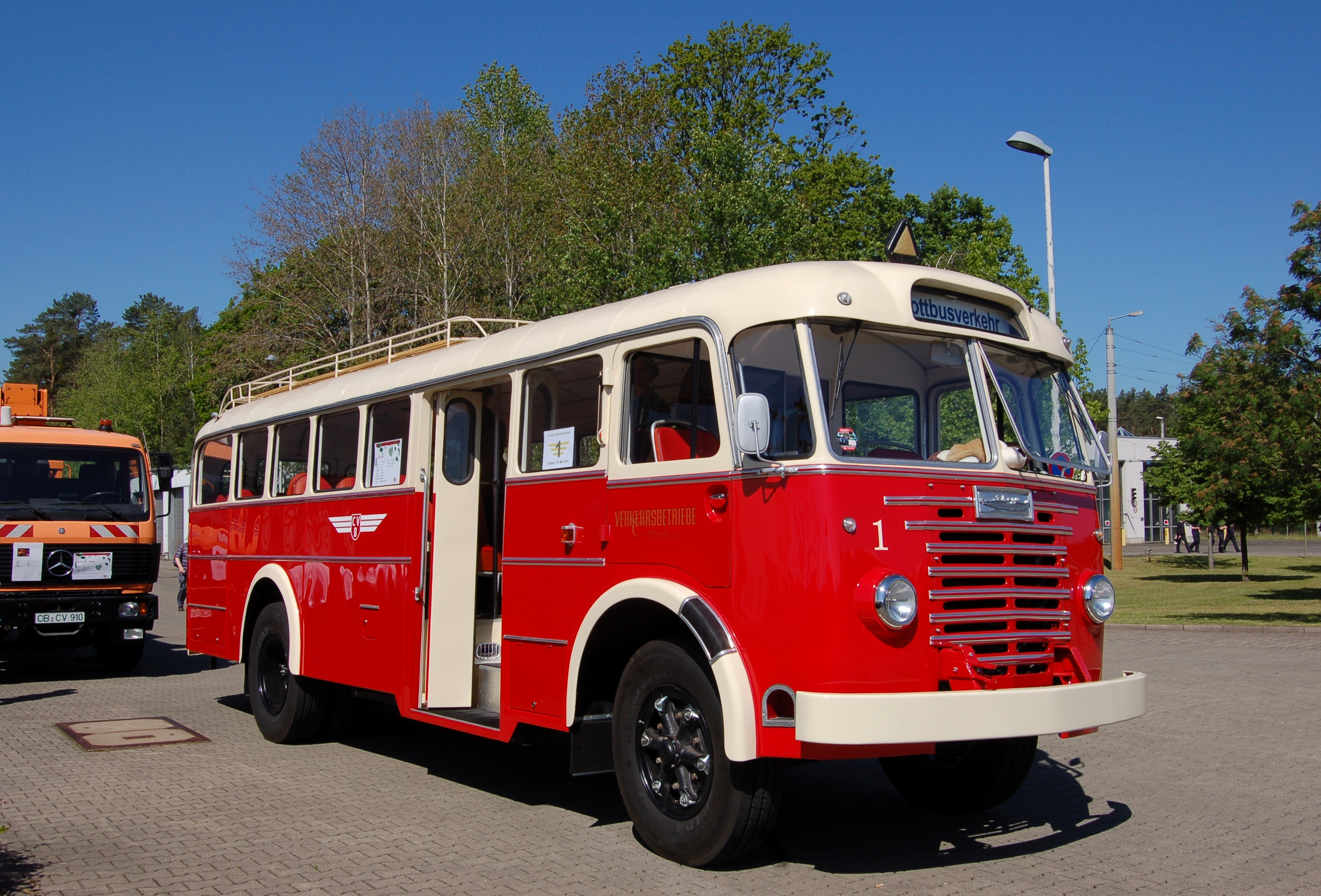
Restaurierter Ikarus 601

Der Ikarus 60 war ein Omnibus des ungarischen Busherstellers Ikarus und der Vorläufer des bis in die 1980er Jahre verbreiteten Ikarus 630, mit dem er sich grundlegende technische Merkmale teilt.

## Technik und Varianten
Im Gegensatz zum gleichzeitig entwickelten Ikarus 66, der eine selbsttragende Karosserie besitzt, hat der Ikarus 60 ein eigenständiges Fahrgestell mit aufgesetztem Aufbau. Der für den Stadtverkehr vorgesehene Ursprungstyp (23 Sitz- und 32 Stehplätze oder 27 Sitz- und 31 Stehplätze) besaß zwei Doppelfalttüren für die Fahrgäste, die davon abgeleitete Variante Ikarus 601 (37 Sitz-, 10 Stehplätze) eine Doppelfalttür und die Regionalbus-Variante Ikarus 602 (40 Sitz-, 15 Stehplätze) eine oder zwei nach außen aufschlagende Schlagtüren. Zahlreiche Fahrzeuge hatten lediglich einen Kasten für die Liniennummer über der Frontscheibe; die Exportvarianten oft einen größeren Zielschild-Kasten. Der über eigene Türen zu betretende Fahrer- und Beifahrerraum, der eine beträchtliche Grundfläche des Fahrzeuges einnimmt, war vollständig vom Fahrgastraum abgetrennt. Dadurch und durch die Türanordnung bedingt, war der Fahrscheinverkauf durch den Fahrer sehr umständlich. Die Busse waren deshalb im schaffnerlosen Betrieb, der sich in den 1960er Jahren durchsetzte, nur eingeschränkt verwendbar. Die Einführung von Zahlboxen in den DDR-Verkehrsbetrieben erlebten nur noch wenige Fahrzeuge dieser Typen.
Besonders in der DDR und Ungarn wurden die Fahrzeuge häufig mit Anhängern gekuppelt. Der Ikarus 60 diente bei den Budapester Verkehrsbetrieben auch als Basisfahrzeug für Umbauten zu Gelenkbussen (Typen 600, 660), O-Bussen (Typ 60T) und Gelenk-O-Bussen (Typ 400T). Die dort eingesetzten Anhänger basierten ebenfalls auf einem verkürzten Wagenkasten des Motorwagens, in der DDR wurden LOWA-Anhänger verwendet. Einige Exemplare wurden ab Werk für spezielle Zwecke (beispielsweise Fernseh-Übertragungswagen, Röntgen- und Ambulanzbusse) ausgerüstet.

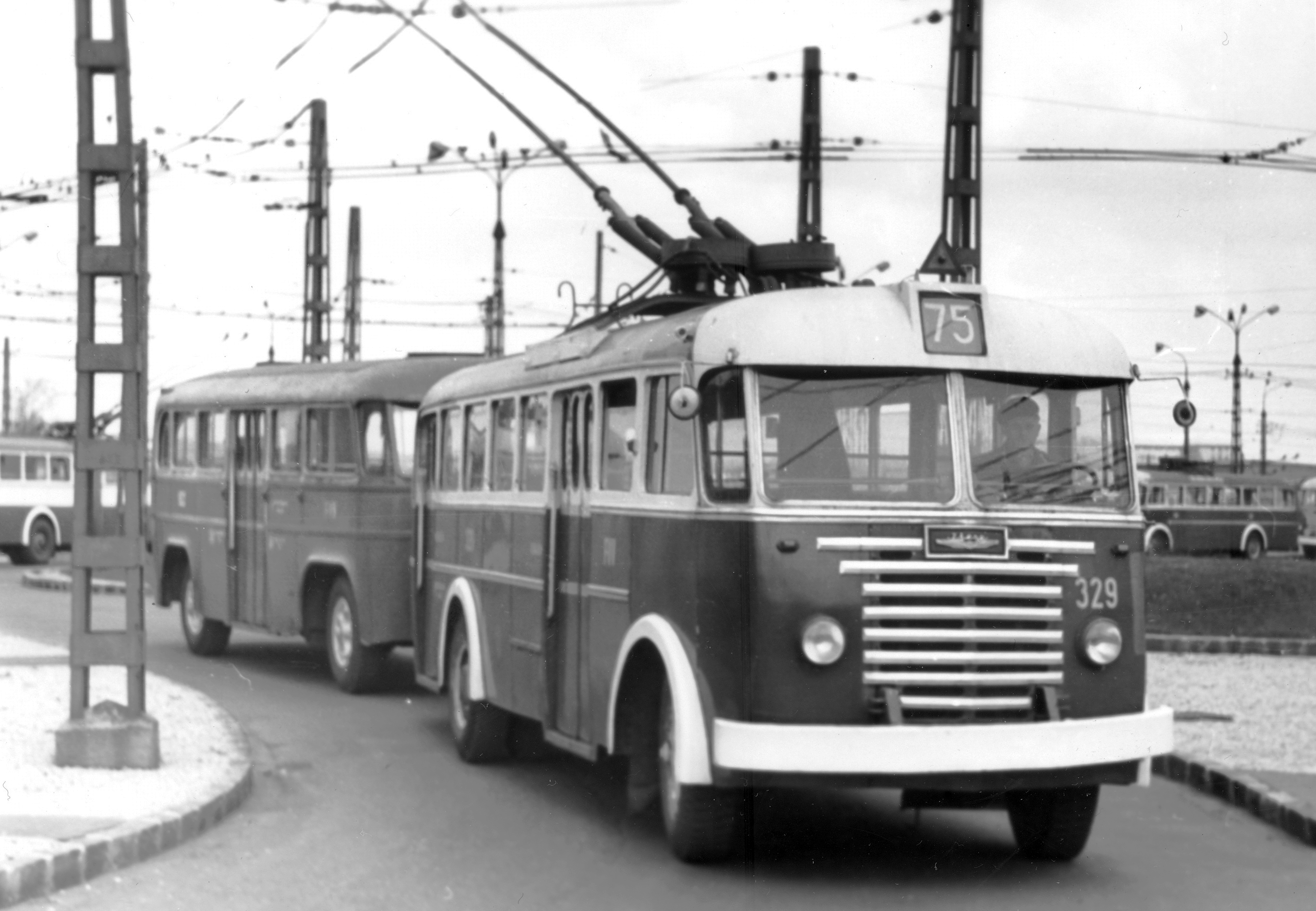
O-Bus-Ausführung mit passendem Anhänger, Budapest 1962
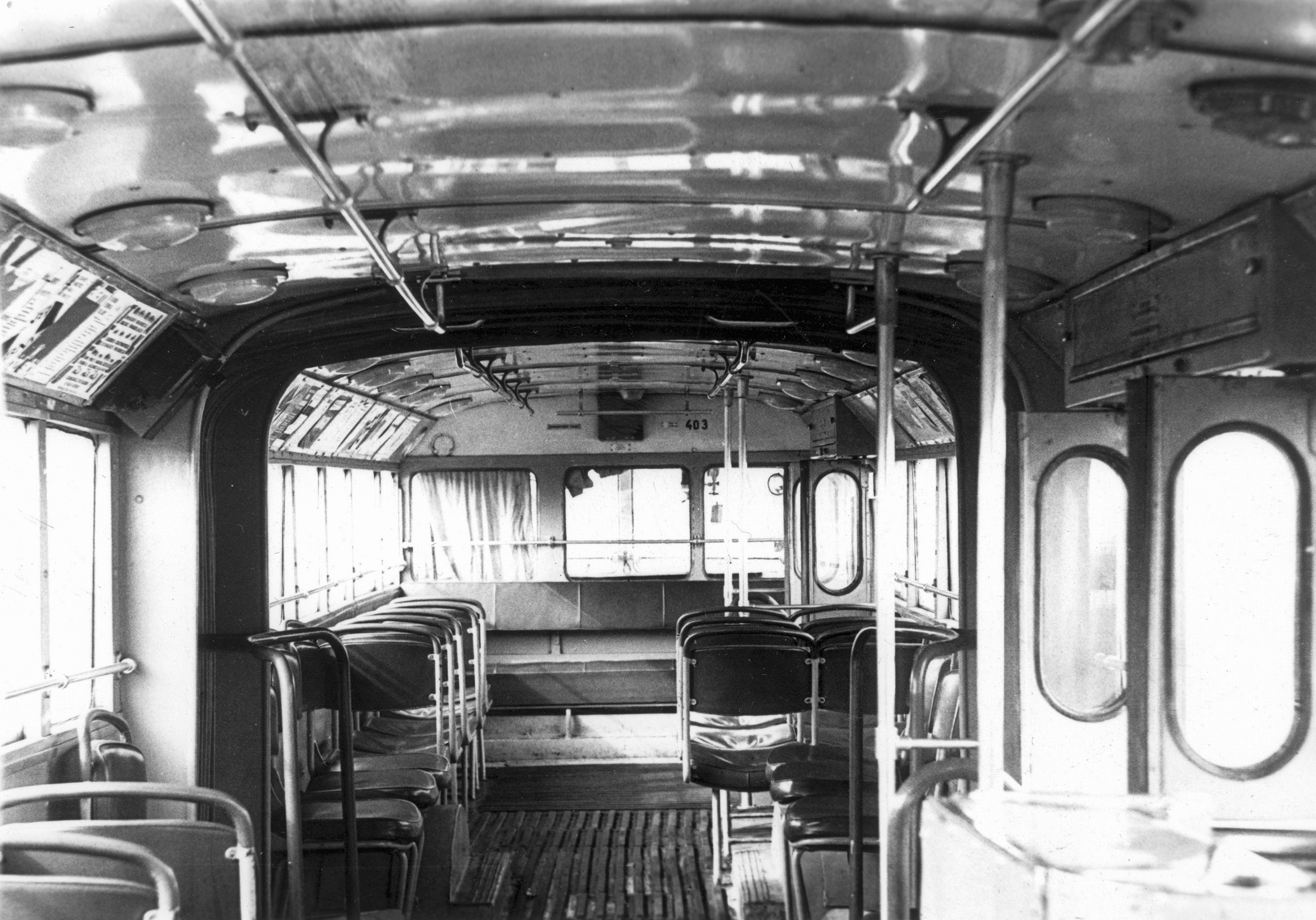
Innenansicht der Gelenk-O-Bus-Ausführung
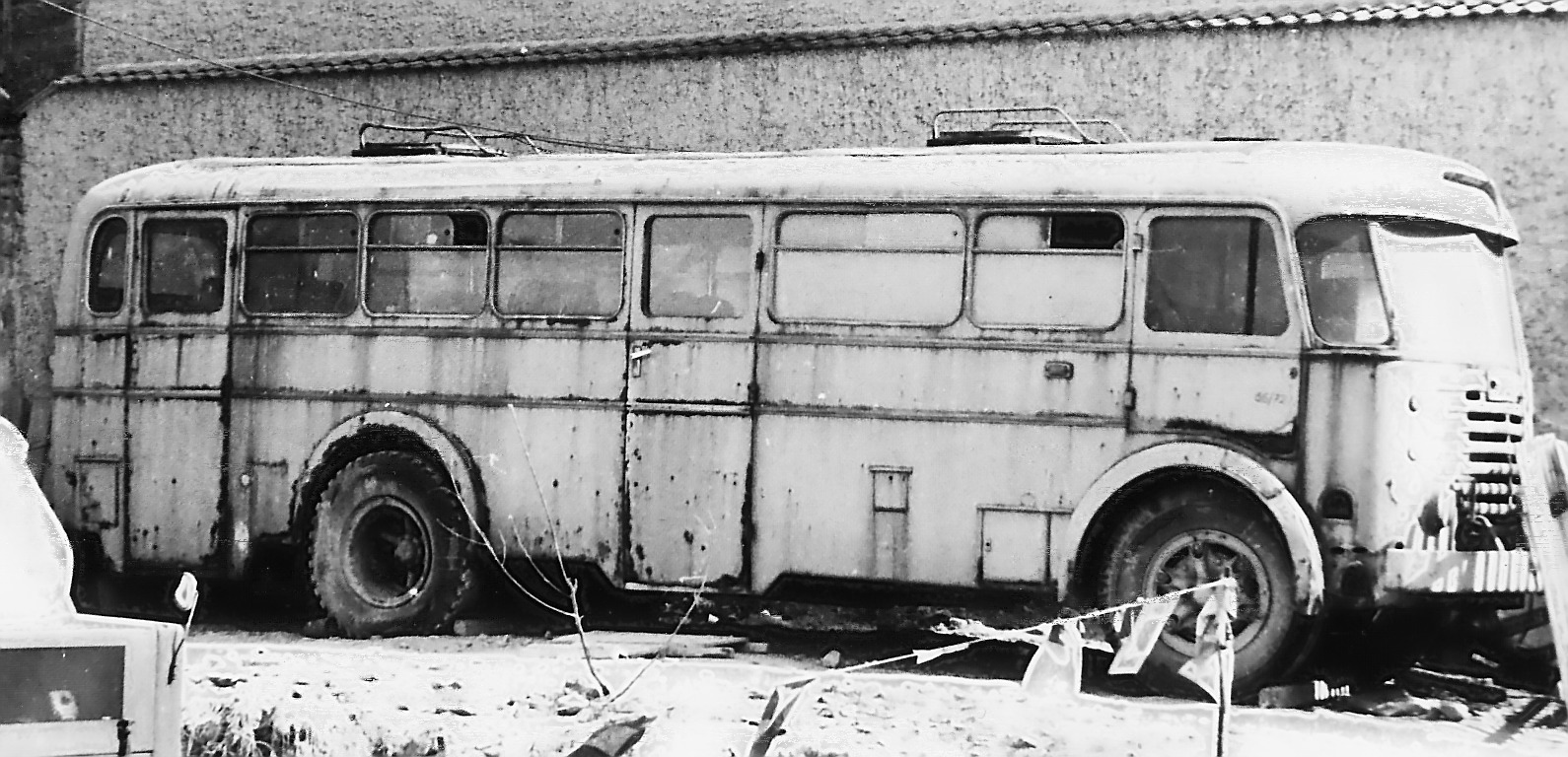
Ausgemusterter Ikarus 602 in Stadtroda, 1976

## Verwendung
Der Ikarus 60 und seine Varianten waren außer in ihrem Ursprungsland Ungarn auch in anderen osteuropäischen Ländern und in der DDR im Einsatz. Allein die Budapester Verkehrsbetriebe hatten 507 Stück im Bestand; in die DDR wurden etwa 600 Stück und in die UdSSR 300 Stück exportiert. In der DDR fuhren hauptsächlich die Varianten 601 und 602; von der Stadtbus-Variante Ikarus 60 sind zurzeit bekannt: 26 Fahrzeuge für Dresden, fünf Fahrzeuge für Cottbus, mindestens vier Fahrzeuge für Rostock und eine unbekannte Zahl für Erfurt.
In der DDR verschwanden die zuletzt meist stark verschlissenen Fahrzeuge bis Mitte der 1970er Jahre aus dem Linienverkehr. Einige wurden zu Arbeitswagen der Verkehrsbetriebe umgerüstet, an Industrie- oder Landwirtschaftsbetriebe für Werkverkehr oder an private Busbetriebe abgegeben. Mit Stand Oktober 2019 sind drei gut erhaltene Exemplare bekannt: Die Budapester Verkehrsbetriebe besitzen einen fahrbereiten Ikarus 60, der im Nostalgieverkehr eingesetzt wird, sowie einen schleppfähigen Ikarus 60T (zurzeit ohne elektrische Ausrüstung), der in Szeged restauriert wurde, beide mit zugehörigem Anhänger. Der Verkehrsbetrieb Cottbusverkehr stellte am 19. Mai 2019 einen betriebsfähigen Ikarus 601 vor, der in 15-jähriger Arbeit restauriert wurde.